# Тарасница
Тарасница (чеш. tarasnice, укр. тарасниця, также тараниця) — тип небольшой европейской пушки XV—XVI веков. Тип введён в обращение гуситами и использовался в основном для непосредственной огневой поддержки, позднее стал использовался для обороны укреплений. В частности, с конца XV века тарасницы упоминаются в списках вооружения замков на Украине:
- В 1471 году в Житомире числилось 5 тарасниц.
- В 1494 в Каменце-Подольском — 1 большая тарасница и 4 полутарасницы.
- В 1495 в Высоком замке Львова — по 1 тараснице и полутараснице, и одна тарасница в Глинянах.
- В 1497 в Перемышле — 2 полутарасницы.
- В 1537 во Львове — 1 тарасница круглая и длинная, и 3 гранёных[2].

## Название
Чешское слово tarasnice, возможно происходит от исп. taraxia — большая змея. Согласно другой версии, название пушки происходит от нем. Terrasbüchse и отсылает к террасам замковых валов, на которых данное орудие устанавливалось. Следует отметить, что приводимое ниже описание тарасниц с их брусовыми лафетами, не совпадает с приводимым у историка артиллерии У. Кармана описанием бывших у швейцарцев ещё в 1443 году пушек tarrasbuchse, имевших колёсный лафет и наклонный щит, прикрывавший большую часть ствола.

## Описание
По своей конструкции тарасница представляла собой промежуточный тип между осадными пушками и ручницами, функциональный аналог французских кулеврин и итальянских сербатан XV века. Её литой или ковано-сварной ствол имел длину около 10 калибров, позднее — до 17–18, а для стрельбы использовались каменные или свинцовые ядра весом до 1/2 фунта.
Сравнительно длинный ствол, длиной 21—29 калибров, выкованный из железа, позднее литой, бронзовый, часто восьмигранного сечения, усиленный в казённой части. Калибр составлял 4—10 см. Тарасница стреляла каменными, позднее железными кованными или литыми, ещё позднее железными в свинцовой оболочке ядрами, на дистанцию до 200—300 м. Чаще всего пушка имела брусовой переносной лафет, иногда с кремельерой — примитивным дуговым механизмом вертикальной наводки, в виде металлического коромысла с отверстиями, нередко транспортировалась на возах. С конца XV века фиксируются некоторое увеличение размера тарасниц, выделяются полутарасницы (укр. півтарасниця), меньшие по размерам.

## Память
В честь гуситской тарасницы получил своё название современный 82-мм чешский гранатомёт «Tarasnice T21».